# 小さな詩
「小さな詩」（ちいさなうた）は、日本のガールズバンド・MARIAの1作目のシングル。

## 概要
- メジャーデビューシングル[1]。
- 表題曲はテレビアニメ『焼きたて!!ジャぱん』のオープニングテーマに起用された。
- ジャケットの異なる初回生産限定盤と通常盤の2形態で発売され、初回生産限定盤には特典として表題曲のミュージック・ビデオを収録したDVDが同梱された。
- オリコンチャート初登場10位を獲得。自身初のトップ10入りを果たした。

## 収録曲
1. 小さな詩 [4:01]
作詞：舞衣子
作曲：TATTSU
編曲：イワイエイキチ
2. 空来〜ソラ〜 [4:21]
作詞：舞衣子
作曲：TATTSU
編曲：イワイエイキチ
3. 小さな詩 -instrumental- [4:01]
作曲：TATTSU
編曲：イワイエイキチ
表題曲のインストゥルメンタルバージョン。

## タイアップ
- テレビ東京系列アニメ『焼きたて!!ジャぱん』後期オープニングテーマ (#1)

## 収録アルバム
- You Go! 〜We are MARIA〜 (#1)
- MARIA BOX (#1,2)
- 焼きたて!!ジャぱん 主題歌集 BESTぱん! (#1)